# Port de Naples
Le port de Naples est situé à Naples en Italie. Il est l'un des ports les plus importants d'Europe et du bassin méditerranéen, avec un trafic annuel de 25 millions de tonnes de marchandises et de 509 876 EVP en 2017. Il occupe l'entrée naturelle la plus au nord du golfe de Naples et s'étend sur environ 12 km de long, du centre-ville à sa partie est.
En 2015, il se classait au 12e rang des ports européens les plus fréquentés en nombre de passagers, tandis que les données de 2017 le classaient au 35e rang mondial pour les croisières touristiques.
En 2019, le port d'escale confirme son troisième rang en Italie (après Civitavecchia et Venise) pour le trafic de croisière, comptant environ 1,4 million de passagers avec 475 navires concernés.